# October (албум)
October је други албум ирске рок групе U2, издат у октобру 1981. године.
"October" је најслабији албум ове групе. Имао је најнижу продају од свих албума U2-а, најниже оцјене критике и једини је са којег ни једна пјесма није узета за "The Best Of" компилације.

## Списак пјесама
Музика: U2, текстови: Боно
1. Gloria – 4:14
2. I Fall Down – 3:39
3. I Threw a Brick Through a Window – 4:54
4. Rejoice – 3:37
5. Fire – 3:51
6. Tomorrow – 4:39
7. October – 2:21
8. With a Shout (Jerusalem) – 4:02
9. Stranger in a Strange Land – 3:56
10. Scarlet – 2:53
11. Is That All? – 2:59

"Fire" и "Gloria" су издати као синглови. "Is That All?" користи риф из пјесме "Cry", старије пјесме коју су на концертима користили као увод у "The Electric Co.".

## Чланови
- Боно – пјевач
- Ди Еџ – гитара, клавијатуре, пјевач
- Адам Клејтон – бас
- Лари Молен Јуниор – бубњеви